# Phoebe (måne)
Phoebe (ungefärligt uttal: fee-bee, grekiska: Φοίβη), även känd som Saturn IX, är en av Saturnus yttersta månar, den största i en familj av små, oregelbundna, mörka objekt. Det är högst troligt att Phoebe inte formades i bana kring Saturnus utan blev infångad i dess gravitationsbrunn senare. Phoebe är rund till formen och roterar runt sin egen axel på cirka 9 timmar. Phoebe snurrar jämfört med de innersta månarna åt motsatt håll. Phoebe var den första satelliten att upptäckas fotografiskt.

## Namngivning
Namnet Phoebe är taget från en titan och mångudinna i den grekiska mytologin. Den Internationella astronomiska unionen har beslutat att namngiva månlandskapet på Phoebe efter likheter i den grekiska myten om Jason och Argonauterna, och tilldelade i början av 2005 namn till 24 av Phoebes kratrar.

## Placering
I mer än 100 år var Phoebe Saturnus ytterst kända måne, fram till upptäckten av flera mindre månar under 2000. Phoebe ligger nästan fyra gånger längre bort från Saturnus än dess närmsta granne (Japetus) och är mycket större än några andra månar som går i bana i motsvarande avstånd från planeten.

## Fysiska egenskaper
Phoebe är i stort sett klotformad och har en diameter på 220 kilometer, vilket är omkring en femtondel av diametern på jordens måne. Phoebe roterar om sin egen axel var nionde timme och tar 18 månader på sig att runda Saturnus. Ytan har en temperatur på bara 75K (-198 °C).
De flesta av Saturnus inre månar har ljus yta, men Phoebe har väldigt låg albedo (0,06). Ytan är extremt ojämn med kratrar med en bredd på upp till 80 kilometer och med en höjd på 16 kilometer.

## Utforskning
Rymdsonden Voyager 2 passerade i september 1981 men på ett avstånd av 2,2 miljoner km. Låg upplösning på bilderna gjorde att man endast kunde utnyttja lite av informationen från dessa. 
Rymdsonden Cassini-Huygens passerade omkring 2 068 kilometer från Phoebe den 11 juni 2004 och tog många bilder med hög upplösning av månen och den ojämna överdelen.